# ماركتردفيتس
ماركردويتس (بالألمانية: Marktredwitz) هي بلدة ألمانية تقع في ألمانيا في بافاريا. يقدر عدد سكانها بـ 17,862 نسمة .

## المدن التوأمة
مدن لامور، Vils، كاستلفرانكو إميليا، رورموند و Swalmen هي مدن توأمة لـماركردويتس.

## أعلام
- بيرثولد كولر
- راينهارد شير